# Onésimo Redondo Ortega
Onésimo Redondo Ortega (Quintanilla de Onésimo, 16 febbraio 1905 – Labajos, 24 luglio 1936) è stato un politico e dirigente nazionalsindacalista spagnolo, uno dei fondatori delle Giunte di Offensiva Nazional-Sindacalista (JONS) ed esponente della Falange Española de las Juntas de Ofensiva Nacional Sindicalista.

## Biografia

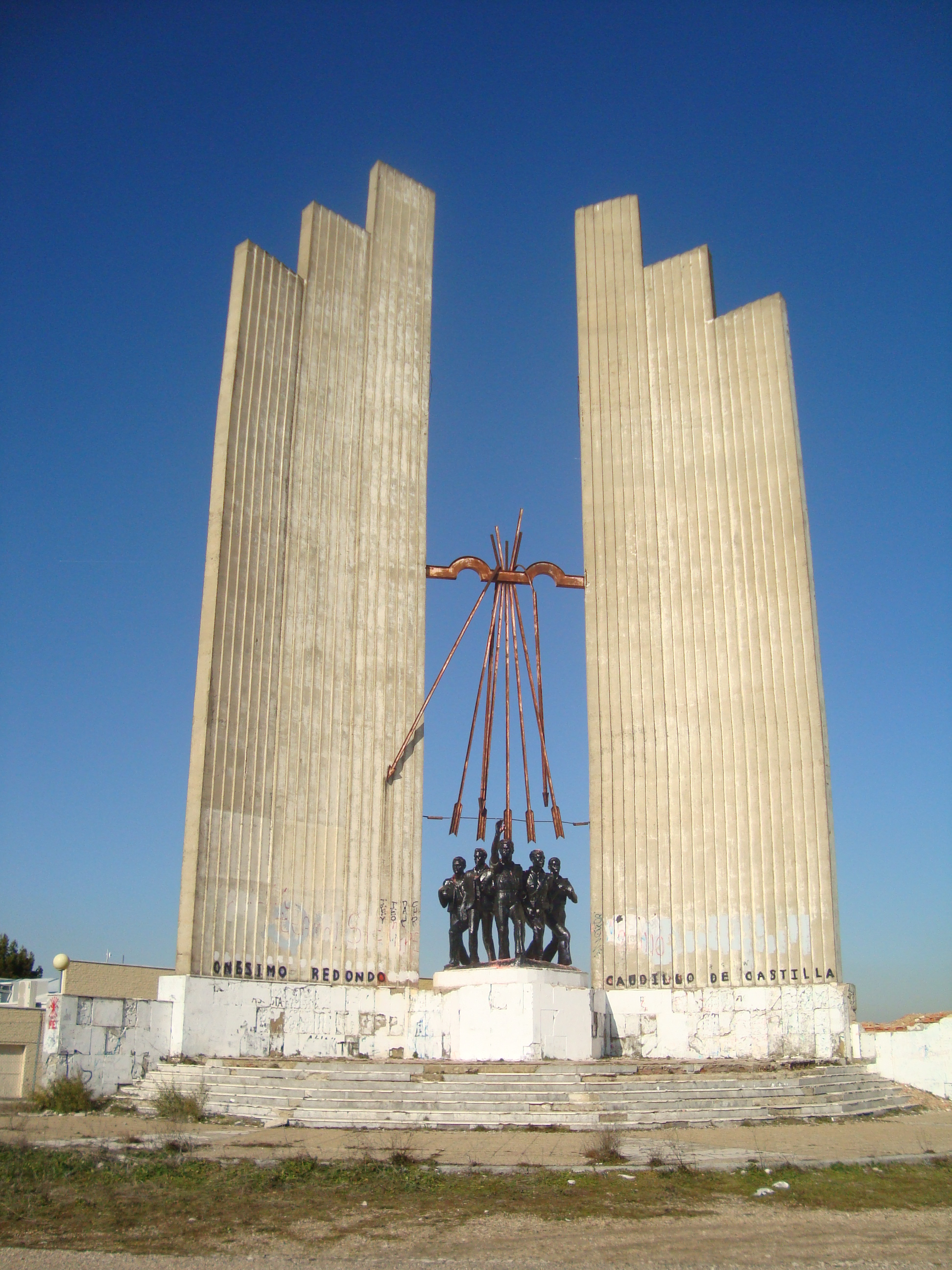
Monumento a Onésimo Redondo sulla cima del Cerro de San Cristóbal (Valladolid).

Nato da una famiglia di piccoli proprietari terrieri, studiò presso il collegio Nuestra Señora de Lourdes. Laureatosi in Legge all'Università di Salamanca, insegnò per un anno all'Università di Mannheim (1927), dove venne a contatto con il nazionalsocialismo. Tornato in Spagna nel 1928, guidò a Valladolid il Sindicato de Cultivadores de Remolacha de Castilla la Vieja, sindacato dei coltivatori di barbabietole castigliano.
In questo periodo conobbe anche Mercedes Sanz-Bachiller Izquierdo, con la quale si sposò il 12 febbraio 1931.
Militò nell'Azione cattolica, dalla quale si staccò a causa della sua alleanza con i liberali. Cattolico e monarchico, rappresentava una delle correnti del fascismo spagnolo, con il ruolo centrale delle campagne e la figura del cittadino-agricoltore, la priorità dell'interesse nazionale e comunitario sull'individualismo e l'irredentismo spagnolo, con la rivendicazione di Gibilterra, Tangeri, Marocco e Algeria. Fortemente antigiudaico, tradusse e pubblicò in spagnolo i Protocolli dei Savi di Sion.
Fondò le Juntas Castellanas de Actuación Hispánica (JCAH) ed il giornale Libertad.
Nel dicembre del 1931 fuse il proprio movimento con le Giunte di Offensiva Nazional-Sindacalista (JONS) di Ramiro Ledesma Ramos, con cui condivideva le aspirazioni imperiali e la totalitarizzazione dello Stato sulle basi del corporativismo, della socializzazione delle imprese e dei mezzi di produzione e del sindacalismo nazionale. Andò quindi a confluire nella Falange spagnola nel 1934, con l'unione con la Falange di José Antonio Primo de Rivera.
Fu arrestato il 19 marzo 1936: rimanendo in contatto con José Antonio Primo de Rivera durante la prigionia, venne liberato il 25 giugno dal carcere di Ávila dai nazionalisti, dopo l'inizio della Guerra Civile. In seguito organizzò la milizia della Falange a Valladolid e combatté sulle montagne Guadarrama, dove morì in battaglia il 24 luglio.
Il franchismo lo elevò subito al rango di eroe, come uno dei Martiri della Crociata, costruendo un monumento per lui a Labajos (luogo della morte) ed uno al Cerro de San Cristóbal de Valladolid, dove i militanti dei movimenti falangisti tutt'oggi sono usi portare fiori.